# Reality Circus
Reality Circus fue un reality show de la televisión italiana conducido por Bárbara D'Urso, con la participación de Andrea Pellizzari, ambientado en un circo, el cual fue montado en los estudios "De Laurentiis" y transmitido cada miércoles en el canal canale 5.
Los participantes, entrenados por algunos artistas circenses profesionales y bajo la supervisión de Stefano Nones Orfei, se arriesgan en malabarismos. A través de las diversas pruebas que deben realizar ofrecen alegría y entretenimiento. Las exhibiciones se realizan delante de jueces especializados y de los telespectadores que se encuentran en sus casas, los cuales mediante el uso del televoto deciden a quién deben eliminar. 
La transmisión no fue un éxito, por lo que la empresa Mediaset decidió cancelarla el 18 de octubre de 2006, con una semana de adelanto (respecto al previsto): el último capítulo tuvo una audiencia de 2.698.000 telespectadores (con una cuota de pantalla del 12,84%).

## Competidores
- Sabrina Ghio (ganadora)
- Pierluigi Coppola (2° lugar)
- Brigitta Boccoli
- Brian Bullard
- Valeria Marini
- Antonio Rossi
- Francesco Graziani
- Milton Morales
- Marina La Rosa
- Benedicta Boccoli
- Rosita Celentano
- Raffaella Bergè
- Gian Marco Tavani

- Datos: Q3931126